# John Catford
John „Ian” Catford (ur. 26 marca 1917 w Endyburgu, zm. 6 sierpnia 2009 w Seattle) – szkocki językoznawca, specjalizujący się w dziedzinach fonetyki i fonologii. Założyciel pierwszej na świecie szkoły językoznawstwa stosowanego, autor teorii przesunięć w przekładzie i teorii ekwiwalencji tekstualnej i korespondencji formalnej.

## Życiorys
Urodził się w Edynburgu w Szkocji. Fonetyką zaczął interesować się w wieku 14 lat, po obejrzeniu sztuki Pigmalion George’a Bernarda Shawa. Studiował fonetykę u Daniela Jonesa – jednego z najaktywniejszych fonetyków tamtych czasów. W wieku 17 zaczął współpracę z BBC jako aktor radiowy, wykorzystując swoją wiedzę fonetyczną do produkcji obcych dialektów i akcentów. W tym okresie jego zainteresowanie fonetyką przekształciło się w zainteresowanie językoznawstwem. Specjalizując się w języku francuskim na Uniwersytecie Endynburskim, spędził rok akademicki we Francji jako assisant d’anglais we francuskim liceum. Zdobył też dyplom w Institue de Phonteique na Uniwersytecie Paryskim.
W 1939 Catford przerwał studia, aby uczyć przez rok w British Council Institute of English Studies w Atenach. Rozpoczęcie się II wojny światowej uniemożliwiło mu powrót do Wielkiej Brytanii. Poza ojczyzną Catford spędził 7 lat, ucząc języka angielskiego w Grecji, Egipcie i Palestynie, zdobywając przy tym wiedzę o językach: greckim, arabskim i hebrajskim. Poznał ludzi mówiących językami kaukaskimi i zafascynował się ich gramatyką oraz fonetyką. Do Wielkiej Brytanii powrócił w 1946 roku, gdzie rozpoczął studia z dziedziny językoznawstwa ogólnego i językoznawstwa języków słowiańskich na Uniwersytecie Londyńskim. W 1952 powrócił na Uniwersytet Edynburski, gdzie swój czas poświęcił stworzeniu Linguistic Survey of Scotland, czyli mapy dialektów występujących w Szkocji.
W 1957 Catford stał się założycielem i dyrektorem Edynburskiej Szkoły Językoznawstwa Stosowanego, uważanej za pierwszą szkołę, która zajmowała się stosowaniem teorii językoznawczych do rozwiązywania problemów praktycznych takich jak nauczanie języków i tłumaczenie. W 1964 został zaproszony do Uniwersytetu Michigan jako profesor językoznawstwa i dyrektor Instytutu Języka Angielskiego. Potem stał się przewodniczącym Wydziału Językoznawstwa i Laboratorium Fonetyki, gdzie nauczał przedmiotów z zakresu fonetyki, fonologii, językoznawstwa stosowanego i teorii przekładu.
Przy okazji przejścia na emeryturę 1986 roku Catford przeprowadził serię ośmiu wykładów.
Catford miał dwójkę dzieci: Lornę i Juliana z żoną Lotte, którą poznał w 1942 roku w Jerozolimie. Zmarł w 2009 roku w Seattle.

## Publikacje
- On the Classification of Stop Consonants. 1939.
- Vowel Systems of Scots Dialects. 1957.
- Phonation Types. 1964.
- A Linguistic Theory of Translation. 1965.
- Ergativity in Caucasian languages.. 1976.
- Fundamental problems in phonetics. 1977.
- Marking and Frequency in the English Verb. 1982.
- A Practical Introduction to Phonetics. 1988.
- Functional Load and Diachronic Phonology. 1988.
- The Classification of Caucasian Languages. 1991.